# Analytica Chimica Acta
Analytica Chimica Acta è una rivista accademica che si occupa di chimica analitica.
Nel 2014 il fattore d'impatto della rivista era di 4,513.